# Сегет-Доній
Сегет-Доній (хорв. Seget Donji) — населений пункт у Хорватії, в Сплітсько-Далматинській жупанії у складі громади Сегет.

## Населення
Населення за даними перепису 2011 року становило 2 681 осіб.
Динаміка чисельності населення поселення:

## Клімат
Середня річна температура становить 15,15 °C, середня максимальна – 28,38 °C, а середня мінімальна – 2,51 °C. Середня річна кількість опадів – 761 мм.
| Клімат поселення                              | Клімат поселення | Клімат поселення | Клімат поселення | Клімат поселення | Клімат поселення | Клімат поселення | Клімат поселення | Клімат поселення | Клімат поселення | Клімат поселення | Клімат поселення | Клімат поселення | Клімат поселення |
| Показник                                      | Січ.             | Лют.             | Бер.             | Квіт.            | Трав.            | Черв.            | Лип.             | Серп.            | Вер.             | Жовт.            | Лист.            | Груд.            |                  |
| Середній максимум, °C                         | 10,95            | 11,26            | 13,98            | 17,36            | 22,30            | 26,28            | 28,38            | 28,23            | 23,86            | 19,36            | 14,16            | 10,90            |                  |
| Середня температура, °C                       | 6,73             | 7,04             | 9,75             | 13,14            | 18,06            | 22,04            | 25,06            | 24,92            | 20,55            | 16,04            | 10,84            | 7,58             |                  |
| Середній мінімум, °C                          | 2,51             | 2,84             | 5,55             | 8,93             | 13,85            | 17,84            | 21,74            | 21,61            | 17,23            | 12,71            | 7,52             | 4,26             |                  |
| Норма опадів, мм                              | 68               | 58               | 66               | 66               | 52               | 47               | 30               | 44               | 69               | 82               | 97               | 82               |                  |
| Середньомісячна швидкість вітру, м/с          | 3.38             | 3.53             | 3.60             | 3.36             | 2.96             | 2.66             | 2.73             | 2.58             | 2.91             | 3.09             | 3.77             | 3.68             |                  |
| Середньомісячна сонячна радіація, кДж/м²·день | 5446             | 8167             | 11862            | 16519            | 20528            | 23205            | 24553            | 21606            | 16098            | 10413            | 5895             | 4637             |                  |
| --------------------------------------------- | ---------------- | ---------------- | ---------------- | ---------------- | ---------------- | ---------------- | ---------------- | ---------------- | ---------------- | ---------------- | ---------------- | ---------------- | ---------------- |
| Джерело:                                      |                  |                  |                  |                  |                  |                  |                  |                  |                  |                  |                  |                  |                  |